# Peter Van De Velde
Pour les articles homonymes, voir Van De Velde.
 (mars 2021).
Si vous disposez d'ouvrages ou d'articles de référence ou si vous connaissez des sites web de qualité traitant du thème abordé ici, merci de compléter l'article en donnant les références utiles à sa vérifiabilité et en les liant à la section « Notes et références ».
Peter Van De Velde est un acteur belge né le 15 janvier 1967 à Lierre.
Il est connu pour avoir incarné Pat le Pirate dans la série télévisée belge éponyme.

## Biographie
Peter Van De Velde nait à Lierre dans la province d'Anvers. Il commence sa carrière d'acteur dès l'âge de 9 ans.
Il enregistre des publicités pour le théâtre, le cinéma, la télévision et prête sa voix à quelques personnages de films d'animation.
À l'âge de seize ans, il effectue son premier enseignement musical à l'académie d'art d'Anvers. Il y obtient un premier prix. Après avoir obtenu son diplôme avec la plus grande distinction, il poursuit ses études au conservatoire royal flamand de musique.

## Filmographie
- 2001 - 2004 : Pat le Pirate ((nl)Piet Piraat).
- 2005 : Pat le pirate et la couronne enchantée ((nl) Piet Piraat en de betoverde kroon).
- 2010 : Plop et le lapin de Pâques ((nl) Plop en de kabouterpaashaas).